# Unto the Third Generation
Unto the Third Generation è un cortometraggio muto del 1913 diretto da Harry Solter.

## Trama
Una giovane ebrea si trova alle prese con il dilemma di un matrimonio tra persone di fedi differenti.

## Produzione
Il film fu prodotto dalla Victor Film Company.

## Distribuzione
Distribuito dall'Universal Film Manufacturing Company, il film - un cortometraggio in due bobine - uscì nelle sale cinematografiche statunitensi il 28 novembre 1913.